# Kamen Rider × Super Sentai × Uchu Keiji: Super Hero Taisen Z
Kamen Rider × Super Sentai × Uchu Keiji: Super Hero Taisen Z (仮面ライダー×スーパー戦隊×宇宙刑事 スーパーヒーロー大戦Z Kamen Raidā × Sūpā Sentai × Uchū Keiji: Supā Hīrō Taisen Zetto) là một bộ phim điện ảnh giao chéo giữa 3 dòng phim tokusatsu của hãng Toei Company: Super Sentai, Kamen Rider, và Uchu Keiji; sẽ được công chiếu vào ngày 27 tháng 4 năm 2013
Tự xưng là Space Shocker, tổ chức tội ác đã trở lại cùng với sức mạnh ma thuật, tuyên bố huỷ diệt vũ trụ. Kamen Rider Wizard, Uchu Keiji Gavan, Tokumei Sentai Go-Busters và cuối cùng là Zyuden Sentai Kyoryuger phải hợp sức chống lại chúng.

## Cốt truyện
Khi Space Shocker (スペースショッカー Supēsu Shokkā), dẫn đầu bởi Space Ikadevil (スペースイカデビル Supēsu Ikadebiru) và Space Spider Man (スペース蜘蛛男 Supēsu Kumo Otoko), đe doạ Trái Đất, Gavan type-G và Sharivan đã được gửi đến để tiêu diệt tất cả các phù thủy trên Trái Đất, bắt đầu bằng Kamen Rider Wizard và Beast. Tổ chức Tội phạm Vũ trụ Madou, những kẻ từng bị Sharivan đầu tiên đánh bại cũng quay trở lại, gây ra sự tàn phá còn kinh hoàng hơn. Trong lúc này, Yoko phát hiện một robot nhỏ bí ẩn có tên Psycholon (サイコロン Saikoron) mà Space Shocker và băng Madou đang truy tìm.
Bộ phim có sự xuất hiện của khẩu đại pháo kết hợp ba con tàu của 3 Uchu Keiji: Dolgiran của Gavan, Grand Birth của Sharivan và Vavilos của Shaider. Trong khi đó, Gokaiger nhận được các Metal Hero Ranger key để thực hiện biến hình Gokaiger Change thành các Metal Hero, bao gồm Janperson, Jiraiya, Jiban, Draft Redder, Blue Beet và Kabuto.

## Nhân vật
- Jumonji Geki/Uchu Keiji Gavan Type-G:

Là một người Trái Đất và là một cựu phi hành gia. Anh trở thành cảnh sát vũ trụ với mật danh "Gavan" sau một năm đào tạo. Do Ishigaki Yuma thể hiện.
- Ikari Gai/Gokai Silver:

Là người Trái Đất duy nhất trong nhóm Gokaiger, và là fan hâm mộ Super Sentai cuồng nhiệt nhất. Do Ikeda Junya thể hiện.
- Usami Yoko/Yellow Buster:

Là thành viên nhỏ tuổi nhất của Go-Busters với sức mạnh nhảy siêu nhiên. Sau khi đánh bại Vaglass, cô tiếp tục con đường học tập cho đến khi xảy ra biến cố ma thuật. Do Komiya Arisa thể hiện.
- Sohma Haruto/Kamen Rider Wizard:

Là một chàng trai trẻ sống sót trong một nghi thức nhật thực bí ẩn, anh trở thành một pháp sư. Nhiệm vụ của anh là trở thành hy vọng cho những người đang đứng bên bờ vực tuyệt vọng. Do Shiraishi Shunya thể hiện.
- Koyomi:

Là một cô gái có khả năng phát hiện Phantom, sống sót sau nghi thức nhưng mất đi ký ức của mình. Do Okunaka Makoto thể hiện.
- Nitoh Kosuke/Kamen Rider Beast:

Là một chàng trai trẻ trở thành Kamen Rider Beast. Anh cần phải đánh bại Phantom và hấp thụ mana của chúng để duy trì sự sống. Do Nagase Tasuku thể hiện.
- Nara Shunpei:

Là một trợ thủ của Wizard. Do Totsuka Junki thể hiện.
- Daimon Rinko:

Là một nữ cảnh sát trẻ tuổi thuộc sở cảnh sát Toriizaka. Do Takayama Yuko thể hiện.
- Wajima Shigeru:

Là chủ một tiệm kim hoàn và là người chế tác ra các nhẫn Wizard Ring. Do Ogura Hisahiro thể hiện.
- Kiryu Daigo/Kyoryu Red:

Là "Nha Dũng Giả" và là chiến hữu của Gabutyra. Do Ryusei Ryo thể hiện.
- Ian Yorkland /Kyoryu Black:

Là "Đạn Hoàn Dũng Giả và là chiến hữu của Parasagun. Do Syuusuke Saito thể hiện.
- Udo Nobuharu/Kyoryu Blue:

Là "Khải Dũng Giả" và là chiến hữu của Stegotchi. Do Yamato Kinjo thể hiện.
- Rippukan Soji/Kyoryu Green:

Là "Trảm Kích Dũng Giả" và là chiến hữu của Zakutor. Do Akihisa Shiono thể hiện.
- Ami Yuuzuki/Kyoryu Pink:

Là "Giác Dũng Giả" và là chiến hữu của Dricera. Do Ayuri Konno thể hiện.
- Sakurada Hiromu/Red Buster:

Là một thành viên của Go-Busters với khả năng di chuyển siêu tốc. Sau sự thất bại của Vaglass, anh đã nghỉ hưu, nhưng quay trở lại vì tình huống khẩn cấp. Do Katsuhiro Suzuki thể hiện.
- Iwasaki Ryuji/Blue Buster:

Là một thành viên của Go-Busters với sức mạnh cơ bắp. Cũng như Hiromu, anh đã nghỉ hưu, nhưng cũng đã quay trở lại. Do Baba Ryoma thể hiện.
- Takeshi Kuroki:

Là chỉ huy của đội đặc nhiệm. Do biến cố ma thuật, ông buộc phải triệu tập lại Ryuji và Hiromu vào nhóm Go-Busters. Do Sakaki Hideo thể hiện.
- Shelly:

Là một người của hành tinh Bird và là chiến hữu của Gavan. Do Suzuka Morita thể hiện.
- Hyuga Kai/Uchu Keiji Sharivan #2:

Là một cảnh sát không gian với mật danh Sharivan. Do Miura Riki thể hiện.
- Ichijou Retsu:

Từng chiến đấu với mật danh Gavan chống lại tổ chức tội phạm Makuu. Hiện là lãnh đạo sở chỉ huy cảnh sát vũ trụ. Do Ohba Kenji thể hiện.
- Reider:

Là quân sư của tổ chức tội phạm Madou và là kẻ thù không đội trời chung của Sharivan. Được hồi sinh bởi Space Shocker. Do Honda Hirotaro thể hiện.
Ngoài ra còn có các nhân vật khác, bao gồm Kyoryu Gold (do Maruyama Atsushi lồng tiếng), Gokai Red (do Ozawa Ryota lồng tiếng), Kamen Rider Fourze (do Fukushi Sota lồng tiếng), Uchu Keiji Shaider (do Iwanaga Hiroaki lồng tiếng), Sanagiman/Inazuman (do Suga Kenta lồng tiếng), Groundain (do Okada Kohki lồng tiếng), Skydain (do Kinoshita Ayumi lồng tiếng) và Psycholon (do Mizuki Nana lồng tiếng).

## Sản xuất và quảng bá
Teaser của bộ phim được tiết lộ lần đầu tiên vào cuối bộ phim MOVIE Taisen Ultimatum, với sự xuất hiện của Gavan Type-G và Kyodain. Trước đó, trong quá trình sản xuất Super Hero Taisen, nhà sản xuất Shirakura Shinichiro đã tiết lộ rằng ông muốn dạng phim này trở thành truyền thống cho phim mùa xuân.
Tên "Super Hero Taisen Z" được tiết lộ bởi Shirakura Shinichiro thông qua Twitter của ông. Tên chính thức của bộ phim được xác nhận bởi Ibaraki Film Commission khi họ đăng thông báo tuyển diễn viên quần chúng. Thông báo cũng cho biết bộ phim sẽ được khởi quay vào ngày 20 tháng 1, 2013.
Buổi họp báo công bố bộ phim được tổ chức tại Shinjuku Wald 9 vào ngày 16 tháng 4, 2013, với sự tham gia của 5 diễn viên chính trong phim: Ishigaki Yuma, Ryusei Ryo, Shiraishi Shunya, Komiya Arisa và Ikeda Junya.

## Phát hành

### Công chiếu mở màn
Super Hero Taisen Z được công chiếu mở màn tại rạp Shinjuku Wald 9 vào ngày 27 tháng 4 năm 2013. Buổi công chiếu có sự tham gia của 14 diễn viên trong phim, cũng như 12 nhân vật anh hùng. Diễn viên Ishigaki Yuma nói với người tham dự: "Tôi rất vui khi thấy các bạn đến đây rất đông. Tôi cảm thấy mình là người hạnh phúc nhất thế giới", "bây giờ chính thời điểm trình chiếu tốt nhất ở Nhật Bản", anh nói thêm. Trong khi đó, diễn viên Ikeda Junya tuyên bố bộ phim không hề thua kém hai bộ phim siêu anh hùng đang được công chiếu trong thời điểm đó là Iron Man 3 và HK/Hentai Kamen. Giám đốc Kaneda Osamu cho biết: "Tôi rất hân hạnh được mang đến cho giới trẻ niềm vui và sự thích thú".

### Doanh thu phòng vé
Bộ phim được công chiếu tại 289 rạp ở Nhật Bản. Trong tuần đầu tiên công chiếu, bộ phim đã thu về 233.504.650 yên (49,5 tỉ đồng) từ 201.006 lượt khán giả, xếp vị trí thứ 3 sau Thám tử Conan: Con mắt bí ẩn ngoài biển xa và Iron Man 3. Trong tuần thứ hai, thứ hạng của bộ phim tụt xuống vị trí thứ 6, thu về khoảng 142,16 triệu yên.

### Đánh giá
Super Hero Taisen Z được đánh giá ở mức trung bình. Cả Eiga, Rakuten và Walkerplus đều xếp hạng 3/5 sao. Kinenote.com đánh giá 2.85/5 điểm. Tuy nhiên, bộ phim chỉ nhận được 2.09/5 điểm từ các thành viên của Yahoo! tiếng Nhật. Trong khi đó, 82% trong tổng số 594 ý kiến trên Coco.to đánh giá bộ phim tích cực. Bộ phim cũng đạt được 3 sao (64% sự hài lòng) trên Cinema.pia.co.jp
Morigon của Walkerplus đánh giá bộ phim "ổn và thú vị", dù còn nhiều điểm gây khó chịu. iAbe Taka từ Kinenote.com cho rằng đây là một bộ phim thiếu nhi hay.

## Âm nhạc
Bài hát chủ đề của bộ phim là "Jōchaku ~We are Brothers~" (蒸着 ～We are Brothers～) do nhóm Hero Music All Stars Z - bao gồm Shogo Kamata, ban nhạc Kamen Rider Girls, Akira Kushida, Hideaki Takatori, Hideyuki Takahashi, Yoshio Nomura, Tsuyoshi Matsubara, và Ricky - thể hiện. Single được phát hành vào ngày 24 tháng 4, 2013 ở cả hai phiên bản CD+DVD và CD.

## Super Hero Taisen Otsu: Heroo! Chiebukuro
Kamen Rider × Super Sentai × Uchu Keiji: Super Hero Taisen Otsu: Heroo! Chiebukuro (ネット版 仮面ライダー× スーパー戦隊×宇宙刑事 スーパーヒーロー大戦乙(おつ) ～Heroo!知恵袋～ Nettoban Kamen Raidā × Sūpā Sentai × Uchū Keiji: Supā Hīrō Taisen Otsu ~Hīrō! Chiebukuro~) là phụ bản internet của bộ phim, sẽ được ra mắt vào ngày 12 tháng 4 năm 2013.

## Diễn viên
Gavan
- Jumonji Geki (十文字撃 Jūmonji Geki?)/Uchu Keiji Gavan Type-G: Ishigaki Yuma (石垣佑磨 Ishigaki Yūma?)[3][4][17]
- Hyuga Kai (日向 快 Hyūga Kai?)/Uchu Keiji Sharivan #2: Miura Riki (三浦 力 Miura Riki?)[17][30]
- Uchu Keiji Shaider: Iwanaga Hiroaki (岩永 洋昭 Iwanaga Hiroaki?, lồng tiếng)[17]
- Shelly (シェリー Sherī?): Suzuka Morita (森田 涼花 Morita Suzuka?)[17][30]
- Ichijou Retsu (一条寺 烈 Ichijōji Retsu?): Ohba Kenji (大葉 健二 Ōba Kenji?)[17][30]
- Quân sư Reider (軍師レイダー Gunshi Reidā?): Honda Hirotaro (本田 博太郎 Honda Hirotarō?)[3][4][17]

Kyoryuger
- Kiryu Daigo (桐生ダイゴ Kiryū Daigo?)/Kyoryu Red: Ryusei Ryo (竜星涼 Ryūsei Ryō?)[3][4][17]
- Ian Yorkland (イアン・ヨークランド Ian Yōkurando?)/Kyoryu Black: Syuusuke Saito (斉藤 秀翼 Saitō Shūsuke?)[17][30]
- Udo Nobuharu (有働 ノブハル Udō Nobuharu?)/Kyoryu Blue: Yamato Kinjo (金城 大和 Kinjō Yamato?)[17][30]
- Rippukan Soji (立風館 ソウジ Rippūkan Sōji?)/Kyoryu Green: Akihisa Shiono (塩野 瑛久 Shiono Akihisa?)[17][30]
- Ami Yuzuki (アミィ 結月 Amyi Yuzuki?)/Kyoryu Pink: Ayuri Konno (今野 鮎莉 Konno Ayuri?)[17][30]
- Kyoryu Gold: Maruyama Atsushi (丸山敦史? lồng tiếng)[17][30]

Wizard
- Sohma Haruto (操真晴人 Sōma Haruto?)/Kamen Rider Wizard: Shiraishi Shunya (白石隼也 Shiraishi Shun'ya?)[3][4][17]
- Nitoh Kosuke (仁藤 攻介 Nitō Kōsuke?)/Kamen Rider Beast: Nagase Tasuku (永瀬匡?)[17][30]
- Koyomi (コヨミ?): Okunaka Makoto (奥仲 麻琴 Okunaka Makoto?)[17][30]
- Daimon Rinko (大門 凛子 Daimon Rinko?): Takayama Yuko (高山 侑子Takayama Yūko?)[17][30]
- Nara Shunpei (奈良 瞬平 Nara Shunpei?): Totsuka Junki (戸塚 純貴 Totsuka Junki?)[17][30]
- Wajima Shigeru (輪島 繁 Wajima Shigeru?): Ogura Hisahiro (小倉 久寛 Ogura Hisahiro?)[17][30]

Go-Busters
- Sakurada Hiromu (桜田ヒロム Sakurada Hiromu?)/Red Buster: Katsuhiro Suzuki (鈴木勝大 Suzuki Katsuhiro?)[12][17]
- Usami Yoko (宇佐見ヨーコ Usami Yōko?)/Yellow Buster: Komiya Arisa (小宮有紗 Komiya Arisa?)[3][4][17]
- Iwasaki Ryuji (岩崎 リュウジ Iwasaki Ryūji?)/Blue Buster: Baba Ryoma (馬場 良馬 Baba Ryōma?)[17][30]
- Nakamura Miho (仲村 ミホ Nakamura Miho?): Nishihira Fuuka (西平 風香 Nishihira Fūka?)[17][30]
- Morishita Toru (森下 トオル Morishita Tōru?): Takahashi Naoto (高橋 直人 Takahashi Naoto?)[30]
- Takeshi Kuroki (黒木 タケシ Kuroki Takeshi?): Sakaki Hideo (榊 英雄 Sakaki Hideo?)[30]
- Beet J. Stag (ビート・J・スタッグ Bīto Jei Sutaggu?)/Stag Buster: Yuichi Nakamura (中村 悠一 Nakamura Yūichi?, lồng tiếng)[30]
- Usada Lettuce (ウサダ・レタス Usada Retasu?): Suzuki Tatsuhisa (鈴木 達央 Suzuki Tatsuhisa?, lồng tiếng)[30]

Gokaiger
- Ikari Gai (伊狩鎧 Ikari Gai?)/Gokai Silver: Ikeda Junya (池田純矢 Ikeda Jun'ya?)[3][4][17]
- Gokai Red: Ozawa Ryota (小澤 亮太 Ozawa Ryota?, lồng tiếng)[17][41]

Fourze
- Kamen Rider Fourze: Fukushi Sota (福士 蒼汰 Fukushi Sōta?, lồng tiếng)[41]
- Sanagiman/Inazuman: Suga Kenta (須賀 健太 Suga Kenta?)[30]
- Groundain (グランダイン Gurandain?): Okada Kohki (岡田 浩暉 Okada Kōki?, lồng tiếng)[17]
- Skydain (スカイダイン Sukaidain?): Kinoshita Ayumi (木下 あゆ美 Kinoshita Ayumi?, lồng tiếng)[17]

Khác
- Akarenger: Seki Tomokazu (関 智一 Seki Tomokazu?, lồng tiếng)[41]
- Kamen Rider #1: Inada Tetsu (稲田 徹 Inada Tetsu?, lồng tiếng)[41]
- Psycholon (サイコロン Saikoron?): Mizuki Nana (水樹 奈々 Mizuki Nana?, lồng tiếng)[17]